# Larry LaRocco
Larry LaRocco (ur. 25 sierpnia 1946) – amerykański polityk ze stanu Idaho, członek Partii Demokratycznej. W latach 1991–1995 był przedstawicielem pierwszego okręgu wyborczego w stanie Idaho do Izby Reprezentantów Stanów Zjednoczonych.
W 2008 kandydował w wyborach do Senatu. Jego przeciwnikiem z Partii Republikańskiej był Jim Risch.